# 波密卷瓣兰
波密卷瓣兰（学名：Bulbophyllum bomiense）为兰科石豆兰属下的一个种。

## 扩展阅读
- 維基物種上的相關：波密卷瓣兰